# 京都大学数理解析研究所
京都大学数理解析研究所（きょうとだいがくすうりかいせきけんきゅうしょ、英: Research Institute for Mathematical Sciences）は、「数理解析に関する総合研究」を目的として設立された京都大学の附置研究所である。共同利用・共同研究拠点に指定されている。略称は数理解析研、RIMS（リムス）。

## 概要
1963年に設立。数理科学を含む数学全般を対象とする、日本で初めて設立された研究所である。設立にあたっては「自然科学、工業技術との関連に重きをおくもの」とされ、コンピュータの開発に伴って、数学の応用範囲が拡大されている現実に対応するため、数理科学の総合研究を目的として発足した。
附属施設として計算機構研究施設がある。
数理科学全般に関する国内唯一の共同利用・共同研究拠点である。毎年80回以上の研究集会、共同研究（必ずしも公開されない研究会）等を開催しており、国際研究拠点として活動しその充実を目指している。参加者は毎年約4000人に上る。共同研究や、セミナー、研究集会などに参加する海外研究者も多く訪れている。
所員は設立以来40から50人。雑用が少なく、講義が義務ではない。大学院では研究者の養成を目的としており、定員は修士課程、博士後期課程で各10名で、主として指導教員による一対一の個人指導による教育が行われている。
大研究部門制（1999年）を取っていることもあり、分野ごとの教員数は特に定まっておらず、長期的にはかなりの変動がある。設立当初は解析、応用解析などの趣が強かったが、現在は純粋数学の研究の方が盛んである。
日本における数学研究の中心的存在で、著名な数学者が所属した。例えばフィールズ賞受賞者の広中平祐・森重文、ウルフ賞・ショック賞受賞者の佐藤幹夫、ガウス賞受賞者の伊藤清、ファルカーソン賞受賞者の藤重悟・岩田覚、ポアンカレ賞受賞者の荒木不二洋、チャーン賞・アーベル賞受賞者の柏原正樹、望月新一などである。
研究集会の報告集は、「数理解析研究所講究録」（英: RIMS Kōkyûroku）が年50～60編程度、査読ありの「数理解析研究所講究録別冊」（英: RIMS Kōkyûroku Bessatsu）が年十巻程度、それぞれ刊行されている。

## 沿革

### 概略
本研究所に先立って、数学系研究所として統計数理研究所が設立されており、設立にあたって、確率・統計に関係のある研究部門を除いた9研究部門と計算機室を設置することが認められた。
9部門・1施設（計算機室）の設置を、予定では3部門ずつ増設して4年間で完成ということであったが、実際には初年（1963年）度から毎年2部門増となり、9部門と1施設の完成に5年を要し、建築はさらに1年遅れた。
建物については、初年度は建物がなく、土木学教室の一部を借り受けて研究室とし、下阿達町にあった木造庁舎の一部を事務室として使用した。初年度の工事は年度末には完了し、手狭ではあるが離れ離れで不便であった研究室と事務室とが同じ建物の中にまとまることができた。その後、第2期工事（1964年度末完了）、第3期工事（1966年度末完了）、第4期工事（1968年度）を経て、6年を要して研究所が完成した。計算機室の整備を第5年度にしたのは、当時電子計算機の進歩が急速で、予定された予算でなるべく性能の良い計算機を設備したかったからである。
1975年、理学研究科に「数理解析専攻」が設置され、数理解析研の独立した大学院教育を開始する。1994年、大学院重点化に伴い、数理解析専攻は大学院理学研究科の「数学・数理解析専攻」の「数理解析系」として再編され（「数学系」は理学部数学教室の大学院）、現在に至る。
1999年に3大研究部門（基礎数理・無限解析・応用数理）と1附属施設（附属数理応用プログラミング施設）に改組し、これが現在の数理解析研の基本的な体制になっている。
2009年に本館の耐震補強工事が行われ、建物の外観や内部設備が一新された。ただし、本館のスペース不足は否めず、現在は、本部構内等にも部分的に居室・セミナー室を確保している。
2013年に創立50周年を迎えた。

### 年表
- 1963年 数学と数理科学に関する総合研究を目的とする全国共同利用研究所として設置[5]。初年度から2つずつ研究部門が設置され、1967年に[3]当初計画されていた9研究部門、1施設が完成する。
- 1970年 所員の広中平祐がフィールズ賞を受賞[6]。
- 1971年 附属数理応用プログラミング施設（現在の附属計算機構研究施設）を設置[7]。
- 1990年 森重文がフィールズ賞を受賞[6]。
- 1999年 設置されていた13の研究部門を、3大研究部門（基礎数理・無限解析・応用数理）と1つの附属施設（附属数理応用プログラミング施設）に改組する[5]。
- 2004年 附属数理応用プログラミング施設を附属計算機構研究施設に改称する[7]。
- 2006年
  - 伊藤清名誉教授がガウス賞を受賞[6][8]。野村グループの寄付により、伊藤清博士ガウス賞受賞記念数理解析寄附研究部門が設置される（2007年10月[3]から3年間運営）。
  - 数理解析先端研究センター設置。
- 2012年
  - 数理解析先端研究センターを数理解析研究交流センターと改称[3]。
  - 量子幾何学研究センターを設置。
- 2013年5月 数学連携センターを設置。
- 2018年
  - 柏原正樹がチャーン賞を受賞[6]。
  - 11月 文部科学省の「国際共同利用・共同研究拠点」に指定される。
- 2019年 次世代幾何学研究センター設置[3]（2022年に次世代幾何学国際センターに拡充[9]）。
- 2025年 柏原正樹がアーベル賞を受賞[10]

## 教育と研究

### 組織
以下の3部門・1施設、3センターで構成されている。
- 基礎数理研究部門
- 無限解析研究部門
- 応用数理研究部門
- 附属計算機構研究施設
- 数理解析研究交流センター
- 数学連携センター
- 次世代幾何学国際センター

### 研究

#### 計算機の利用
数理解析研のコンピュータシステムは、専任の技術職員によって管理・保守されている。所員はもとより、内外からの多数の来訪者に安定した計算機環境を提供している。
設置している科学技術計算用高速計算機は、流体力学等の応用数学の問題に使用され、多くの成果を上げている。
附属計算機構研究施設は理論的成果に基づいた先端的ソフトウェア技術の研究開発を目的としており、様々なソフトウェアが開発されてきた。1980年代に立石電機（現：オムロン）らと共同開発した、かな漢字変換による日本語入力システム「Wnn」は、現在でも携帯電話等の組込機器に広く使われている。

#### 採択事業
21世紀COEプログラム
- 2003年

数学、物理学、地球科学
- 「先端数学の国際拠点形成と次世代研究者育成」（数理解析研究所）

グローバルCOEプログラム
- 2008年

数学、物理学、地球科学
- 「数学のトップリーダーの育成」（理学研究科数学・数理解析専攻）

### 教育

#### 大学院教育
1975年に京都大学大学院理学研究科に「数理解析専攻」が設置され、数理解析研究所による大学院教育が開始された。1994年の大学院重点化に伴い、数学教室の担当する「数学専攻」および数理解析研究所の担当する「数理解析専攻」はそれぞれ「数学・数理解析専攻」の「数学系」および「数理解析系」へと再編された。
数理解析系は厳密には数理解析研究所ではなく理学研究科に設置された大学院であり、その教育を附置研究所である数理解析研究所の所員が担当するという構成をとっている。したがって数理解析系の大学院生の学籍は理学研究科であって数理解析研究所ではない。また、管轄の教務掛は理学研究科に置かれており、所内に教務掛はない。ただし、大学院生のリサーチ・アシスタントや日本学術振興会特別研究員としての所属先は数理解析研究所であり、院生室や私書箱なども所内に置かれるなど、対外的には研究所の「メンバー」として扱われている。
数学教室と数理解析研究所ではそれぞれに特色ある教育・研究活動がなされているが、同時に異分野間交流も盛んに行われている。農学部を挟んで数百メートルの距離にあるが、毎週談話会が開催されている。その他にも、多くの研究分野で数学教室と共同の研究セミナーが開催されている。

#### 公開授業
1976年からほぼ毎年夏に、高校生以上の一般の方を対象に現代数学の紹介をする「数学入門公開講座」を開催している。その講義ノートが第1回から公開されている。
他に、京都大学の附置研究所・センターが共同で開催するシンポジウムやセミナー等において、数理解析研究所の所員が一般の方向けの講演を行っている。

## 歴代所長一覧
| 代     | 氏名       | 在任時期                      | 備考                                            |
| ------ | ---------- | ----------------------------- | ----------------------------------------------- |
| 初代   | 福原満洲雄 | 1963年5月01日 - 1969年3月31日 | 理学博士                                        |
| 第2代  | 吉田耕作   | 1969年4月01日 - 1972年3月31日 | 理学博士                                        |
| 第3代  | 吉澤尚明   | 1972年4月01日 - 1976年3月31日 | 理学博士                                        |
| 第4代  | 伊藤清     | 1976年4月01日 - 1979年4月01日 | 東京大学 理学博士 「確率微分方程式」の確立      |
| 第5代  | 島田信夫   | 1979年4月02日 - 1983年4月01日 | 理学博士                                        |
| 第6代  | 広中平祐   | 1983年4月02日 - 1985年1月30日 | 京都大学理学博士、ハーバード大学 Ph.D. 名誉教授 |
| 第7代  | 島田信夫   | 1985年1月31日 - 1987年1月30日 | 理学博士                                        |
| 第8代  | 佐藤幹夫   | 1987年1月31日 - 1991年1月30日 | 東京大学 理学博士 名誉教授 「佐藤超函数」の導入 |
| 第9代  | 高須達     | 1991年1月31日 - 1993年1月30日 | 東京大学 理学博士                               |
| 第10代 | 荒木不二洋 | 1993年1月31日 - 1996年3月31日 | 京都大学 理学博士、プリンストン大学 Ph.D.       |
| 第11代 | 齋藤恭司   | 1996年4月01日 - 1998年3月31日 | ゲッティンゲン大学 Ph.D.                        |
| 第12代 | 森正武     | 1998年4月01日 - 2001年3月31日 | 東京大学 工学博士                               |
| 第13代 | 柏原正樹   | 2001年4月01日 - 2003年3月31日 | 京都大学 理学博士                               |
| 第14代 | 高橋陽一郎 | 2003年4月01日 - 2007年3月31日 | 東京大学 理学博士                               |
| 第15代 | 柏原正樹   | 2007年4月01日 - 2009年3月31日 | 京都大学 理学博士                               |
| 第16代 | 藤重悟     | 2009年4月01日 - 2011年3月31日 | 京都大学 工学博士 特任教授（2012年まで）        |
| 第17代 | 森重文     | 2011年4月01日 - 2014年3月31日 | 京都大学 理学博士                               |
| 第18代 | 向井茂     | 2014年4月01日 - 2017年3月31日 | 京都大学 理学博士                               |
| 第19代 | 山田道夫   | 2017年4月01日 - 2020年3月31日 | 京都大学 理学博士                               |
| 第20代 | 熊谷隆     | 2020年4月01日 - 2022年3月31日 | 京都大学 理学博士                               |
| 第21代 | 小野薫     | 2022年4月01日 - 2024年3月31日 | 東京大学 理学博士                               |
| 第22代 | 大木谷耕司 | 2024年4月01日 - 現職          | 京都大学 理学博士                               |

## 所員
- 日本数学会春季賞または秋季賞を受賞した現所員
  - 柏原正樹（特任教授）、東大卒、チャーン賞（2018年）
  - 森重文（特任教授）、京大卒、フィールズ賞（90年）、国際数学連合総裁、ハーツホーン予想の解決
  - 斎藤盛彦（特任教授）、東大卒
  - 向井茂（特任教授）、京大卒
  - 小野薫（教授）、東大卒
  - 中島啓（特任教授）、東大卒、カブリ数物連携宇宙研究機構教授、国際数学連合総裁予定、コール賞
  - 大槻知忠（教授）、東大卒
  - 玉川安騎男（教授）、東大卒
  - 熊谷隆（特任教授）、京大卒
  - 望月新一（教授）、プリンストン大卒、日本学術振興会賞、ABC予想の研究
  - 望月拓郎（教授）、京大院修了、国際数学者会議基調講演 (2014)、数学ブレイクスルー賞 (2022)
  - 小澤登高（教授）、東大卒、日本学術振興会賞、「離散群の従順な要素と完全性[19]」